# Мата (приток Маты)
Мата́ — река в России, течёт по территории Шаранского и Бакалинского районов Башкортостана. Устье реки находится в 6 км по левому берегу Маты. Длина реки составляет 36 км.

## Данные водного реестра
По данным государственного водного реестра России относится к Камскому бассейновому округу, водохозяйственный участок реки — Белая от города Бирск и до устья, речной подбассейн реки — Белая. Речной бассейн реки — Кама.
Код объекта в государственном водном реестре — 10010201612111100026671.